# Ptychostomum
Genre
Ptychostomum est un genre de mousses de la famille des Bryaceae.
Créé en 1822, il est tombé en désuétude avant d'être ressuscité en 2005 pour séparer le genre bryum qui était devenu un genre fourre-tout,,.

## Liste des espèces
Selon GBIF (23 juin 2021) :
- Ptychostomum altisetum (Müll.Hal.) J.R.Spence & H.P.Ramsay
- Ptychostomum angustifolium (Brid.) J.R.Spence & H.P.Ramsay
- Ptychostomum badium (Bruch ex Brid.) J.R.Spence
- Ptychostomum bryoides (R.Br.) J.R.Spence
- Ptychostomum cylindrothecium
- Ptychostomum imbricatulum (Müll.Hal.) Holyoak & N.Pedersen
- Ptychostomum inclinatum (Sw. ex Brid.) J.R.Spence
- Ptychostomum minii (Podp. ex Guim.) D.Bell & Holyoak
- Ptychostomum ovatum (Hedw.) J.R.Spence
- Ptychostomum weigelii (Biehler) J.R.Spence

Selon la World Flora Online (WFO) (23 juin 2021) :
- Ptychostomum acutiforme (Limpr.) J.R. Spence
- Ptychostomum altisetum (Müll. Hal.) J.R. Spence & H.P. Ramsay
- Ptychostomum amblyodon (Müll. Hal.) C. Y. Wang & J.C. Zhao
- Ptychostomum angustifolium (Brid.) J.R. Spence & H.P. Ramsay
- Ptychostomum archangelicum (Bruch & Schimp.) J.R. Spence
- Ptychostomum arcticum (R. Br.) J.R. Spence
- Ptychostomum axel-blyttii (H. Philib.) J.R. Spence
- Ptychostomum badium (Bruch ex Brid.) J.R. Spence
- Ptychostomum bimum (Schreb.) J.R. Spence
- Ptychostomum boreale (F. Weber & D. Mohr) Ochyra & Bednarek-Ochyra
- Ptychostomum bornholmense (Wink. & R. Ruthe) D. T. Holyoak & N. Pedersen
- Ptychostomum bryoides (R. Br.) J.R. Spence
- Ptychostomum caespiticium Brid.
- Ptychostomum calophyllum (R. Br.) J.R. Spence
- Ptychostomum capillare (Hedw.) D. T. Holyoak & N. Pedersen
- Ptychostomum cernuum (Hedw.) Hornsch.
- Ptychostomum creberrimum (Taylor) J.R. Spence & H.P. Ramsay
- Ptychostomum cryophilum (Mårtensson) J.R. Spence
- Ptychostomum curvatum (Kaurin & Arnell) J.R. Spence
- Ptychostomum cyclophyllum (Schwägr.) J.R. Spence
- Ptychostomum cylindrothecium (R. Br. bis) J.R. Spence & H.P. Ramsay
- Ptychostomum demissum (Hook.) D. T. Holyoak & N. Pedersen
- Ptychostomum donianum (Grev.) D. T. Holyoak & N. Pedersen
- Ptychostomum funkii (Schwägr.) J.R. Spence
- Ptychostomum imbricatulum (Müll. Hal.) D. T. Holyoak & N. Pedersen
- Ptychostomum inclinatum (Sw. ex Brid.) J.R. Spence
- Ptychostomum intermedium (Brid.) J.R. Spence
- Ptychostomum knowltonii (Barnes) J.R. Spence
- Ptychostomum kunzei (Hornsch.) J.R. Spence
- Ptychostomum lonchocaulon (Müll. Hal.) J.R. Spence
- Ptychostomum longisetum (Blandow ex Schwägr.) J.R. Spence
- Ptychostomum marratii (Wilson) J.R. Spence
- Ptychostomum meesioides (Kindb.) J.R. Spence
- Ptychostomum neodamense (Itzigs.) J.R. Spence
- Ptychostomum nitidulum (Lindb.) J.R. Spence
- Ptychostomum orthothecium (Cardot & Broth.) D. T. Holyoak & N. Pedersen
- Ptychostomum ovatum (Hedw.) J.R. Spence
- Ptychostomum pallens (Sw.) J.R. Spence
- Ptychostomum pallescens (Schleich. ex Schwägr.) J.R. Spence
- Ptychostomum pendulum Hornsch.
- Ptychostomum pseudotriquetrum (Hedw.) J.R. Spence & H.P. Ramsay
- Ptychostomum purpurascens (R. Br.) J.R. Spence
- Ptychostomum reedii (H. Rob.) J.R. Spence
- Ptychostomum rubens (Mitt.) D. T. Holyoak & N. Pedersen
- Ptychostomum rutilans (Brid.) J.R. Spence
- Ptychostomum salinum (I. Hagen ex Limpr.) J.R. Spence
- Ptychostomum schleicheri (Schwägr.) J.R. Spence
- Ptychostomum teres (Lindb.) J.R. Spence
- Ptychostomum turbinatum (Hedw.) J.R. Spence
- Ptychostomum warneum (Röhl.) J.R. Spence
- Ptychostomum weigelii (Spreng.) J.R. Spence
- Ptychostomum wrightii (Sull.) J.R. Spence
- Ptychostomum zieri (Dicks. ex Hedw.) D. T. Holyoak & N. Pedersen